# Barnfetma

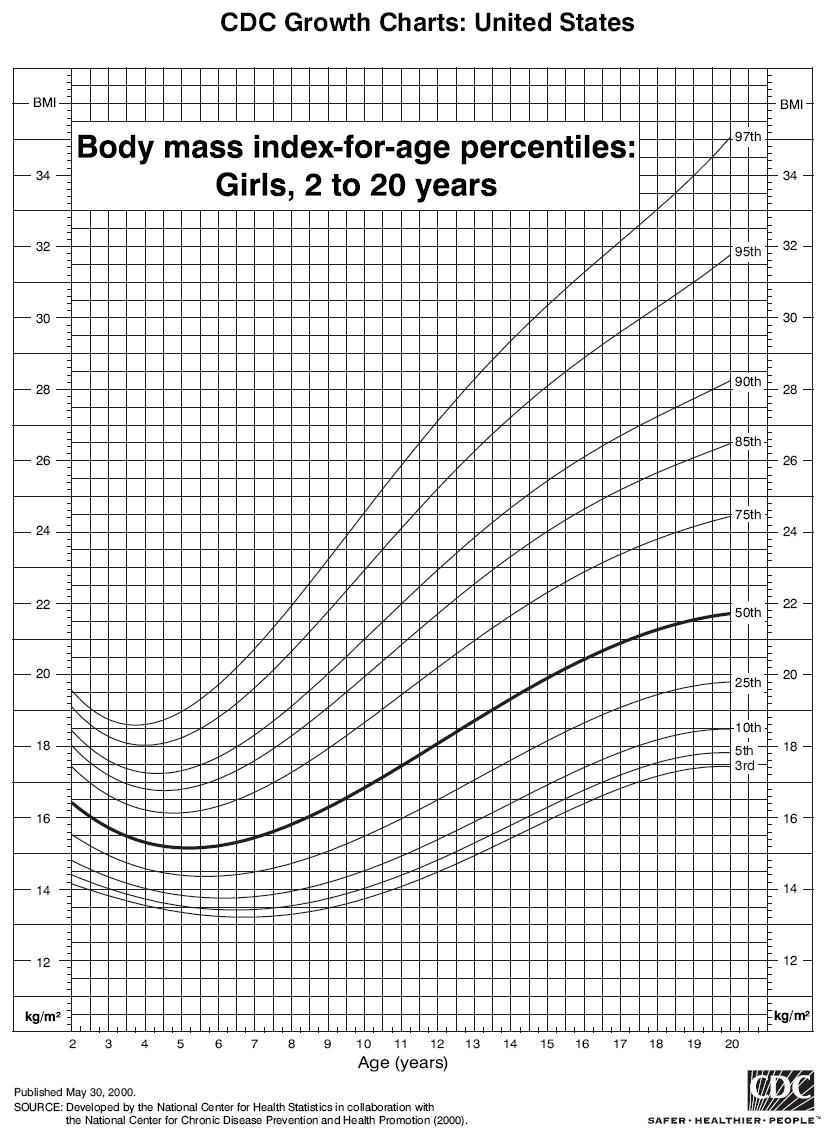
Karta över flickors normalvärden för BMI i olika åldrar. Normalkurvan bör ligga strax över eller under den mörkare linjen i mitten. Gränsen för övervikt ligger vid den fjärde linjen ovanifrån räknat, fetma vid den näst översta.

Karta över pojkars normalvärden för BMI i olika åldrar. Normalkurvan bör ligga strax över eller under den mörkare linjen i mitten. Gränsen för övervikt ligger vid den fjärde linjen ovanifrån räknat, fetma vid den näst översta.

Barnfetma är i den medicinska litteraturen den obesitas/fetma som drabbar barn. Fetma bedöms med ett särskilt anpassat BMI, IsoBMI, för referensvärdena för barn skiljer sig från vuxnas samt för olika åldrar och olika kön. Barnfetma är globalt sett ett växande folkhälsoproblem och förekomsten ökar i de flesta länder , vilket för fler ökar risken för att i ung ålder drabbas av potentiellt kroniska sjukdomar som normalt sett brukar drabba äldre. Till exempel, fettlever och  typ 2-diabetes. Framförallt så har barn med obesitas en ökad risk för fortsatt obesitas även i vuxen ålder, och fler följdsjukdomar senare i livet .

## Förekomst
Världshälsoorganisation uppskattar att ungefär 39 miljoner barn under 5 år hade barnobesitas år 2020, och att 340 miljoner barn mellan 5 och 19 år hade barnobesitas 2016. Sedan, mitten av 1970-talet har antalet barn med obesitas ökat, men man ser regionala skillnader. Därtill, ser man att sedan 2000-talet så skiljer sig barns utveckling av obesitas från vuxna. Om utvecklingen som man sett mellan 2000 och 2016 fortsätter kan vi förvänta oss att det finns fler barn med obesitas än barn som är allvarligt underviktiga i världen 2022. I höginkomstländer, så som Sverige, ser man att trenden har stabiliserats på höga nivåer . 
Enligt Folkhälsomyndigheten så  har ungefär 3% av 4 -åringar, 7,2% av 6-9 åringar, 3,4% av 11-15 åringar, och 6% av 16-19 åringar  obesitas. Därtill kommer barn med övervikt.

## Orsaker
Barnfetma liksom fetma hos vuxna beror på att intaget av energi överskrider den förbrukade energin. Det drabbar oftare barn i fattiga familjer där föräldrarna har låg utbildning. På individnivå kan fetman ibland förklaras genetiskt, genom social inlärning att äta på ett visst sätt, eller med psykiska faktorer. Genetiska och endokrina sjukdomar ligger tillsammans bakom färre än 10% av samtliga fall av barnfetma. 
Barnfetma kan möjligtvis vara associerat med lägre IQ hos både föräldrarna och barnet själv; i tämligen stor utsträckning beror barnfetma på okunskap hos föräldrar om barnets näringsbehov samt på föräldrarnas inställning till fetma (föräldrar är mer benägna till oro vid undervikt).
Stora adoptions- och tvillingstudier har nyanserat föräldrarnas inverkan på barnens vikt. De visade att ärftligheten för BMI ökade från cirka 45 procent i barndomen till cirka 75 procent i tonåren. Det visades att när barnen är lite större är föräldrarnas inverkan på deras vikt högst marginell. Korrelationen mellan adoptivbarnens vikt med fosterföräldrarnas vikt var låg. Sammantaget är detta starka belägg för att de viktigaste miljöfaktorerna till viktökning hos barn opererar utanför föräldrars kontroll.
Hemmingsson med flera anger i "The social origins of obesity within and across generations" från 2022, att viktstigma och viktmobbning kan ha en förstärkande effekt på barnens viktutveckling. De menar vidare att barndomstrauman och sociala sårbarheter i familjer kan störa kroppens system för viktreglering medierat den kroniska stress som kan uppstå, och på så sätt vara en faktor i viktutveckling hos barn.

## Risker
Barnfetma behandlas eftersom tillståndet leder till förhöjd risk att i ung ålder utveckla typ 2-diabetes och hjärt- och kärlsjukdomar. Direkt påverkas barnet av fetma av att det blir en ökad belastning på leder vilket kan ge smärta, att det blir svårare och tyngre att röra sig, och möjligen av att det drabbas av problem med självförtroendet men det finns också studier som tyder på att barnfetma inte har något samband med sämre självuppskattning.  Sjukdomar som uppkommer av barnfetma innefattar fettlever, högt blodtryck (redan vid 5-6 års ålder), förhöjda nivåer parathormon och för låga av vitamin D, låga nivåer tillväxthormon, dyslipidemi, inflammationer, karies, astma, PCO (hos unga flickor vid puberteten), och gynekomasti (hos pojkar från och med puberteten).
Ett barn med övervikt riskerar att få höra glåpord av kamrater, få sämre skolresultat och ha färre vänner. Barn med fetma och övervikt utvecklar oftare än normalviktiga barn psykiska störningar såsom depressioner, ångeststörningar, beteendeproblem, ADHD och ett stört förhållande till mat och ätande (hetsätning eller bulimia nervosa), men många barn med fetma drabbas inte av psykisk ohälsa.  Vissa barn med fetma får en störd kroppsuppfattning, och underskattar sin kroppsstorlek och samma förnekelse går ofta igen i familjer där också mamman är fet.
Barnfetma leder ofta till fetma i vuxen ålder och därför förkortad livslängd. Fetma under barndomen ger en större längdtillväxt under ungdomen, men i slutändan blir barn med fetma inte längre än de normalviktiga.

## Behandling
Eftersom det inte finns snabba sätt att minska i vikt eller enkla sätt att minska långvarigt, brukar behandling oftast handla om att byta livsstil genom att förbättra barnets matvanor och öka dess fysiska aktivitet.
För äldre barn och tonåringar med svår fetma kan det bli aktuellt med gastric bypass eller läkemedel.

## Prevention
Det mest effektiva sätt att förebygga obesitas/fetma hos barn som kunnat bevisas vetenskapligt skiljer sig något för olika åldersgrupper, men framförallt så innebär det insatser som både ökar fysisk aktivitet och fokuserar på att förbättra matvanor. Därtill anser dagens vetenskap att man inte endast kan fokusera på individen för att kunna förebygga barnobesitas, utan att ett bredare samhällsfokus krävs. Skolan och skolmiljön har visat på effekter, och även så kallade samhällsinterventioner.